# علم السمع الإدراكي
علم السمع الإدراكي هو أحد مجالات العلوم المتداخلة والذي يهتم بالأسس الفيزيولوجية والإدراكية للسمع وتفاعلها مع معالجة الإشارة في سماعة الأذن. يشمل المجال الجينات وفيزيولوجيا والطب وعلم السمع التقني والطبي والعلوم العصبية الإدراكية وعلم النفس المعرفي واللغويات وعلم النفس الاجتماعي.
ونظريًا فإن البحث في علوم السمع المعرفية يتضمن نموذجًا فسيولوجيًا لنقل المعلومات من العضو السمعي الخارجي إلى قشرة المخ السمعية، ونموذجًا معرفيًا لكيفية تأثر فهم اللغة بالتفاعل بين إشارة اللغة الواردة والمهارات الإدراكية للفرد، لا سيما الذاكرة طويلة المدى والذاكرة العاملة.
يدرس الباحثون التفاعل بين نوع ضعف السمع أو الصمم، ونوع معالجة الإشارة في سماعات أذن مختلفة، ونوع بيئة الاستماع والمهارات المعرفية لدى الفرد.
تكمن أهمية أبحاث العلوم الإدراكية للسمع في معرفة أنواع حالات ضعف السمع المختلفة والآثار المترتبة عليها، وفيما يتعلق بإمكانيات تحديد من يمكنهم استخدام نوع محدد من معالجة الإشارة في سماعة الأذن أو أدوات السمع المزروعة وبالتالي تكيف الفرد على سماعة الأذن.
وقد تم إدخال علم السمع الإدراكي عن طريق الباحثين في مركز أبحاث جامعة لينشوبينغ ومركز لينيوس (السمع والصمم) في السويد، والذي تم إنشاؤه في عام 2008 بموجب منحة كبرى تمتد لعشر سنوات من مجلس البحوث السويدية.